# Niló
El niló (de la marca comercial registrada: nylon®) és un polímer artificial que pertany al grup de les poliamides. Es genera formalment per policondensació d'un diàcid amb una diamina. La quantitat d'àtoms de carboni a les cadenes de l'amina i de l'àcid es pot indicar rere les inicials de poliamida. El més conegut, el PA6.6 és per tant el producte formal de l'àcid butandicarboxílic (àcid adipínic) i l'hexametilendiamina.
Per raons pràctiques no s'utilitza l'àcid i l'amina, sinó solucions de l'amina i del clorur del diàcid. Entre les dues capes es forma el polímer que pot ser expandit (tibat) per a obtenir el fil de niló.
Un polímer semblant és el perló que es forma per l'obertura i posterior polimerització d'una lactama, generalment la caprolactama. La diferència resideix en què en el niló les cadenes estan formades per polímers de la fórmula de general (..-NH-C(=O)-(CH₂)n-C(=O)-NH-(CH₂)m-...) mentre que en el perló les cadenes tenen la seqüència (..-NH-C(=O)-(CH₂)n-NH-C(=O)-(CH₂)n-...).
El descobridor del niló fou Wallace Hume Carothers. A la mort d'aquest l'empresa DuPont conservà la patent.
Els Laboratoris DuPont, el 1938, produïren aquesta fibra sintètica forta i elàstica, que substituiria en part la seda i el raió.
El niló és una fibra tèxtil elàstica i resistent, no és atacada per les arnes, no requereix planxat i s'utilitza en la confecció de mitges, teixits, teles de punt i sedals. El niló moldejat s'utilitza com a material dur en la fabricació de diversos estris, com mànecs de raspalls, pintes, etc.
Amb aquest invent es va revolucionar l'any 1938 el mercat de les mitges, amb la fabricació de les mitges de niló, però aviat es feren molt difícils d'aconseguir, atès que amb l'esclat de la Segona Guerra Mundial, va esdevenir necessari per fer material de guerra, com ara cordes i paracaigudes. Per aquest fet les primeres partides arribaren a Europa l'any 1945.